# Покоть (деревня)
Покоть (бел. Покаць) — деревня в Чечерском районе Гомельской области Белоруссии. Входит в состав Залесского сельсовета.

## География

### Расположение
В 12 км на юго-восток от Чечерска, 49 км от железнодорожной станции Буда-Кошелёвская (на линии Гомель — Жлобин), 77 км от Гомеля.

### Гидрография
На реке Покоть (приток реки Сож).

## Транспортная сеть
На автодороге Светиловичи — Залесье. Планировка состоит из прямолинейной улицы, ориентированной с юго-востока на северо-запад, вдоль автодороги, к которой с севера присоединяются 3 переулка и с юга короткая улица. Застройка преимущественно деревянная, усадебного типа, двусторонняя.

## История
Основана на вновь разработанных землях в начале XVIII века, в Речицком повете Минского воеводства Великого княжества Литовского.
После 1-го раздела Речи Посполитой (1772 год) в составе Российской империи. Под 1838 год обозначена в документах Российского военного ведомства как селение в Рогачёвском уезде Могилёвской губернии. В 1848 году часовня. Согласно ревизских материалов 1859 года во владении графа И. И. Чернышова-Кругликова. В 1880 году работал хлебозапасный магазин. Через деревню проходила почтовая дорога из Неглюбки в Рогачёв. В 1877 году открыто народное училище, в котором в 1889 году обучались 29 мальчиков и девочка. Центр волости (до 9 мая 1923 года), в состав которой в 1890 году входили 32 селения с общим количеством 1700 дворов. В 1886 году действовали часовня, ветряная мельница. Согласно переписи 1897 года действовали хлебозапасный магазин, 3 ветряные мельницы, кузница, постоялый двор. В 1909 году 1836 десятин земли, старообрядческая церковь, школа, лечебный пункт, мельница, в Гомельском уезде Могилёвской губернии.
В 1921 году в Покотскую волость входили 18 сельсоветов (16 510 жителей). В 1926 году работали почтовый пункт, начальная школа. С 8 декабря 1926 года до 23 ноября 1961 года центр Покотского сельсовета Светиловичского, с 4 августа 1927 года Чечерского, с 12 февраля 1935 года Светиловичского, с 17 декабря 1956 года Чечерского районов Гомельского (до 26 июля 1930 года) округа, с 20 февраля 1938 года Гомельской области. В 1929 году 1132 жителя работало отделение потребительской кооперации. В 1930 году организован колхоз «Красная Беларусь», работали водяная мельница, изба-читальня.
Во время Великой Отечественной войны 21 июля 1942 года партизаны вели около деревни бой с оккупантами, нанеся им тяжёлый урон, а в сентябре разгромили созданный в деревне вражеский гарнизон. В августе-сентябре 1941 года и в сентябре 1943 года оккупанты сожгли 250 дворов, убили 29 жителей. В боях около деревни погибли 7 советских солдат и партизан (похоронены в братской могиле в центре). 126 жителей погибли в годы Великой Отечественной войны.
С 1960 года действует Покотское лесничество. В составе колхоза «Звезда» (центр — деревня Залесье). Расположены отделение связи, клуб.

## Население

### Численность
- 2004 год — 86 хозяйств, 177 жителей.

### Динамика
- 1848 год — 59 дворов.
- 1880 год — 141 двор.
- 1886 год — 135 дворов, 716 жителей.
- 1897 год — 190 дворов, 1274 жителя (согласно переписи).
- 1909 год — 216 дворов, 1511 жителей.
- 1926 год — 218 дворов, 1081 житель.
- 1940 год — 320 дворов, 1280 жителей.
- 1959 год — 894 жителя (согласно переписи).
- 2004 год — 86 хозяйств, 177 жителей.